# 張表 (順治進士)
張表，字右訥，陝西朝邑人，清初政治人物、進士出身。
順治六年（1649年），己丑科登進士，選庶吉士。散館後授翰林院編修。